# نهام
النهام (بالإنجليزية: Polyphagia)‏ أو فرط الأكل (بالإنجليزية: hyperphagia)‏ هو علامة سريرية تدل على الجوع الشديد وزيادة الشهية تؤدي إلى تناول كميات من الطعام بصورة غير طبيعية.

## الأسباب
قد يحدث النهام في حالات مثل السكري ومتلازمة كلاين ليفين ومتلازمة برادر- فيلي ومتلازمة باردت بيدل.
كما قد يحدث للأسباب التالية:
- القلق
- اكتئاب
- أدوية معينة (طالع: مشهي)
- السكري
- فرط الدرقية
- نقص سكر الدم
- متلازمة سابقة للحيض
- النهام العصبي
- مرض غريفز

كما قد يحدث النهام في حالات الإصابة بالحماض الكيتوني السكري، لكن عندما يصبح إنخفاض الإنسولين شديدًا ويحدث الحماض الكيتوني، فإن الشهية ستنخفض.